# J. Philippe Rushton
John Philippe Rushton (Bournemouth, 3 de dezembro de 1943 - Londres, 2 de outubro de 2012) foi um  professor de psicologia na Universidade de Western Ontario. Suas areas de pesquisa incluíram o altruismo, inteligência e diferenças raciais. Ao ir contra a corrente moderna e, portanto, promovendo soluções biológicas (não sociológicas) para a questão racial, John Rushton foi muito criticado, mas, não obstante, contava com o apoio de respeitados cientistas.
É doutorado duas vezes pela University of London e membro ativo de, entre outros, John Simon Guggenheim Foundation, do Associação Americana para o Avanço da Ciência, Behavior Genetics Association e Society for Neuroscience. Já publicou cerca de 200 artigos, sendo, de acordo com o Scientific Information, o 22º psicologo mais publicado e o 11º mais citado. A obra dele tem sido duramente criticada pela comunidade científica e qualificada como racista.

## Obras
- Knudson P. (1991), A Mirror to Nature: Reflections on Science, Scientists, and Society; Rushton on Race, Stoddart Publishing (ISBN 0773724672) pp 6, 168
- Neubeck, Kenneth (2001). Welfare Racism. New York: Routledge. p. 11. ISBN 0415923409. Perry, Barbara (2009). Hate Crimes. New York: Praeger. p. 112. ISBN 0275995690.
- Dobratz, Betty (2000). The White Separatist Movement in the United States. Baltimore: Johns Hopkins University Press. p. 95. ISBN 0801865379.
- Spickard, Paul (2000). We Are a People. Philadelphia: Temple University Press. p. 16. ISBN 1566397235.
- Banyard, Philip (2005). Ethical Issues and Guidelines in Psychology. New York: Routledge. p. 54. ISBN 0415268818.
- Falk, Avner (2008). Anti-Semitism. New York: Praeger. p. 18. ISBN 0313353840.
- Lemke, Thomas (2011). Biopolitics: an Advanced Introduction. City: NYU PRESS. p. 19. ISBN 081475242X.
- Fairchild, Halford H. (1991). "Scientific Racism: The Cloak of Objectivity". Journal of Social Issues 47 (3): 101–115. doi:10.1111/j.1540-4560.1991.tb01825.x. ISSN 00224537.
- From Student Resistance to Embracing the Sociological Imagination: Unmasking Privilege, Social Conventions, and Racism, Haddad, Angela T.; Lieberman, Leonard, Teaching Sociology, v30 n3 p328 41 Jul 2002